# Landkreis Saarburg

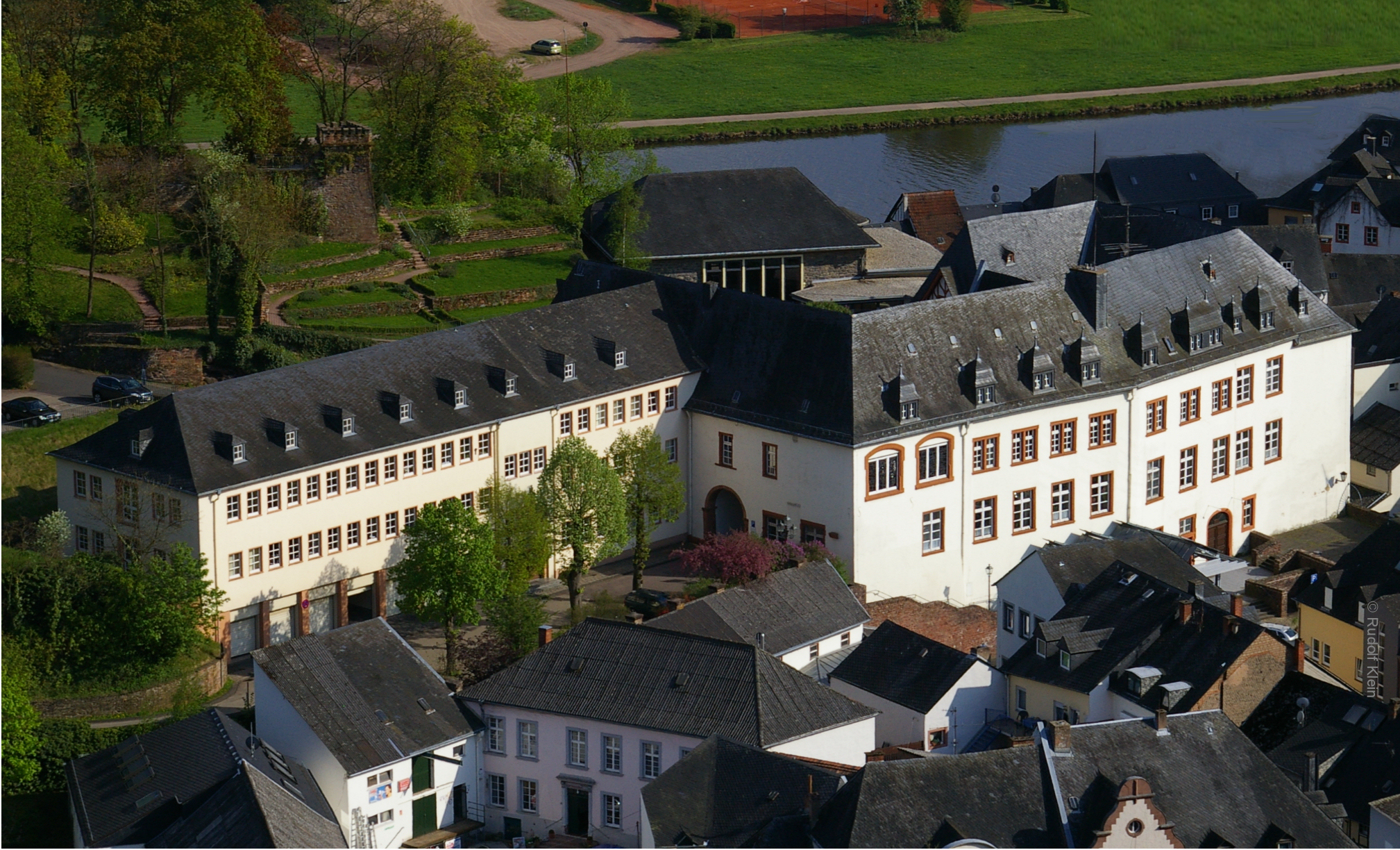
„Haus Warsberg“, bis 1969 Sitz des Landratsamtes Saarburg, heute Sitz der Verbandsgemeindeverwaltung Saarburg-Kell

Der Landkreis Saarburg, bis nach dem Zweiten Weltkrieg Kreis Saarburg, war eine Gebietskörperschaft an der Saar, die 1969 aufgelöst wurde. Er gehörte zuletzt zum Regierungsbezirk Trier in Rheinland-Pfalz. Das Landratsamt befand sich seit 1847 im Haus Warsberg.

## Geographie
Der Landkreis grenzte Anfang 1969 im Uhrzeigersinn im Norden beginnend an den Landkreis und an die kreisfreie Stadt Trier (beide in Rheinland-Pfalz) sowie an den Landkreis Merzig-Wadern (im Saarland). Im Westen grenzte er an Luxemburg.

## Geschichte
Das Gebiet des Kreises Saarburg gehörte vor 1792 hauptsächlich zum Kurfürstentum Trier, ein kleinerer Teil zum Herzogtum Luxemburg. Im Ersten Koalitionskrieg (1792–1797) hatten französische Revolutionstruppen das Linke Rheinufer besetzt und nach dem Frieden von Campo Formio (1797) in das französische Staatsgebiet eingegliedert. Im Jahr 1798 wurde die damals neue französische Verwaltungsstruktur eingeführt, Der überwiegende Teil des späteren Kreises war dem Kanton Saarburg im Department der Saar zugeordnet. Infolge der sogenannten Befreiungskriege wurde die Region 1814 vorläufig dem Generalgouvernement Mittelrhein, dann einer österreichisch-bayerischen Verwaltung unterstellt. Der Kanton Saarburg wurde anders als das übrige Gebiet des Linken Rheinufers auf dem Wiener Kongress (1815) zunächst Österreich zugeteilt. Im Zweiten Pariser Frieden trat Österreich mit Wirkung vom 1. Juli 1816 neben anderen Gebieten den Kanton an das Königreich Preußen ab.
Unter der preußischen Verwaltung wurden im Jahr 1816 der Kreis Saarburg im Regierungsbezirk Trier neu gebildet, der zunächst zur Provinz Großherzogtum Niederrhein gehörte, die ihrerseits 1822 in der Rheinprovinz aufging.
Verwaltungstechnisch wurde der Kreis zunächst in zwölf Bürgermeistereien gegliedert (Stand 1830):
Borg, Freudenburg, Irsch, Kanzem, Meurich, Nennig, Nittel, Orscholz, Perl, Saarburg, Sinz und Zerf.
Durch Zusammenlegungen reduzierte sich die Anzahl der Bürgermeistereien schon im 19. Jahrhundert. Aufgrund des preußischen Gesetzes über die Regelung verschiedener Punkte des Gemeindeverfassungsrechts vom 27. Dezember 1927 wurden alle Bürgermeistereien in der Rheinprovinz in „Ämter“ umbenannt. Nach dem Preußischen Gemeindelexikon von 1930 war der Kreis Saarburg eingeteilt in die Ämter:
Freudenburg, Irsch-Beurig, Orscholz, Perl, Saarburg-Land, Sinz-Nennig, Tawern und Zerf.
Am 18. Juli 1946 gliederte die französische Militärregierung die Gemeinden Filzen, Hamm, Kommlingen, Könen, Konz, Krettnach, Niedermennig, Oberbillig, Oberemmel, Paschel, Pellingen und Wasserliesch aus dem Landkreis Trier in den Landkreis Saarburg um, der gleichzeitig dem Saargebiet zugeteilt wurde. Am 1. Oktober 1946 wechselten die Gemeinden Büschdorf, Nohn, Tünsdorf und Wehingen-Bethingen aus dem Landkreis Saarburg in den Landkreis Merzig-Wadern.
Als der Landkreis Saarburg am 7. Juni 1947 nach Rheinland-Pfalz rückgegliedert wurde, verblieben die Gemeinden Besch, Borg, Eft-Hellendorf, Faha, Keßlingen, Münzingen, Nennig, Oberleuken, Oberperl, Orscholz, Perl, Sehndorf, Sinz, Tettingen-Butzdorf, Weiten und Wochern im Saarland und wurden dort dem Landkreis Merzig-Wadern zugeteilt.
Im Rahmen der Mitte der 1960er Jahre begonnenen rheinland-pfälzischen Gebiets- und Verwaltungsreform wurde der Landkreis Saarburg auf der Grundlage des „Dritten Landesgesetzes über die Verwaltungsvereinfachung im Lande Rheinland-Pfalz“ vom 12. November 1968 mit Wirkung vom 7. Juni 1969 aufgelöst. Die Gemeinden wurden dem mit gleichem Datum neu gebildeten Landkreis Trier-Saarburg zugeordnet.

## Einwohnerentwicklung
| Jahr | Einwohner | Quelle |
| ---- | --------- | ------ |
| 1816 | 21.615    | [ 8 ]  |
| 1847 | 29.952    | [ 9 ]  |
| 1871 | 30.193    | [ 10 ] |
| 1885 | 31.126    | [ 10 ] |
| 1900 | 32.401    | [ 11 ] |
| 1910 | 34.411    | [ 11 ] |
| 1925 | 37.862    | [ 11 ] |
| 1939 | 39.318    | [ 11 ] |
| 1950 | 40.755    | [ 11 ] |
| 1960 | 44.700    | [ 11 ] |
| 1968 | 46.825    |        |

## Landräte
- 1816–181800Jakob Staadt
- 1818–000000Damian Goertz (auftragsweise)
- 1818–184700Salentin von Cohausen
- 1847–000000Eduard Otto Spangenberg (auftragsweise)
- 1848–185400Friedrich von Nell
- 1854–185500Constantin von Briesen (auftragsweise)
- 1855–187100Clemens Mersmann
- 1872–188500Leopold Tobias
- 1885–189300Karl Mohr
- 1893–190100Ernst Pfeffer von Salomon
- 1901–000000Josef Frings (kommissarisch)
- 1901–192000Karl Brügman[12]
- 1920–193800Maximilian von Mirbach
- 1939–194100Norbert Hering (kommissarisch)
- 1941–194500Hermann Nellen
- März 1945 – Januar 19460Heinrich Hüpper (kommissarisch)
- Januar–März 1946000000Alexander Geimer (kommissarisch)[13]
- März–April 194600000000Vincenz Fell (kommissarisch)
- April 1946 – Januar 19470Rudolf Stöcker (kommissarisch)
- Januar–Juni 19470000000Hansherbert Wobido (kommissarisch)[14]
- Juni–Dezember 19470000Rudolf Stöcker (kommissarisch)
- 1947–195800Jakob Schaefgen
- 1958–196700Hermann Reinholz
- 1967–196900Erich Wertz (geschäftsführend)

## Gemeinden
Zum Landkreis Saarburg gehörten 1969 die Stadt:
- Saarburg

und 62 Ortsgemeinden:
- Ayl
- Baldringen
- Beuren (seit 1974  zu Kirf)
- Biebelhausen (seit 1969 zu Ayl)
- Bilzingen (seit 1974 zu Wincheringen)
- Dilmar (seit 1974 zu Palzem)
- Dittlingen (seit 1974 zu Merzkirchen)
- Esingen (seit 1974 zu Palzem)
- Fellerich (seit 1974 zu Tawern)
- Filzen (seit 1970 zu Konz)
- Fisch
- Freudenburg
- Greimerath
- Hamm (bei Filzen) (seit 1970 zu Konz)
- Hamm (bei Taben) (seit 1974 zu Taben-Rodt)
- Helfant (seit 1974 zu Palzem)
- Hentern
- Irsch
- Kahren (seit 1970 zu Saarburg)
- Kanzem
- Kastel-Staadt
- Kelsen (seit 1974 zu Merzkirchen)
- Kirf
- Köllig (seit 1974 zu Nittel)
- Körrig (seit 1974 zu Merzkirchen)
- Könen (seit 1970 zu Konz)
- Konz
- Kommlingen (seit 1969 zu Konz)
- Krettnach (1969 zu Mennig)
- Kreuzweiler (seit 1974 zu Palzem)
- Krutweiler (seit 1969 zu Saarburg)
- Mannebach
- Meurich (seit 1974 zu Kirf)
- Niedermennig (1969 zu Mennig)
- Nittel
- Oberbillig
- Oberemmel (seit 1970 zu Konz)
- Ockfen
- Onsdorf
- Palzem
- Paschel
- Pellingen
- Portz (seit 1974  zu Merzkirchen)
- Rehlingen (seit 1974 zu Nittel)
- Rommelfangen (seit 1974 zu Merzkirchen)
- Schoden
- Schömerich
- Serrig
- Söst (seit 1974  zu Wincheringen)
- Südlingen (seit 1974 zu Merzkirchen)
- Taben-Rodt
- Tawern
- Temmels
- Trassem
- Vierherrenborn
- Wasserliesch
- Wawern
- Wehr (seit 1974  zu Palzem)
- Wellen
- Wiltingen
- Wincheringen
- Zerf

Die beiden Gemeinden Beurig und Niederleuken wurden am 1. Oktober 1935 in die Stadt Saarburg eingemeindet.

## Kfz-Kennzeichen
Am 1. Juli 1956 wurde dem Landkreis bei der Einführung der bis heute gültigen Kfz-Kennzeichen das Unterscheidungszeichen SAB zugewiesen. Es wurde bis zum 6. Juni 1969 ausgegeben. Seit dem 19. November 2012 ist es aufgrund der Kennzeichenliberalisierung im Landkreis Trier-Saarburg erhältlich.